# Ostra Góra (Jaroszowiec)
Ostra Góra (ok. 435 m)  – wzniesienie w masywie Stołowej Góry na Wyżynie Olkuskiej będącej częścią Wyżyny Krakowsko-Częstochowskiej. Administracyjnie znajduje się w obrębie miejscowości Jaroszowiec, w województwie małopolskim, w powiecie olkuskim, w gminie Klucze. 
Ostra Góra znajduje się na obszarze ochrony specjalnej Ostoja Natura 2000 Jaroszowiec. Porasta ją las. W zboczach znajdują się wapienne skały, a w nich Jaskinia pod Porzeczką i Schronisko na Ostrej Górze.